# Ишханов, Борис Саркисович
Бори́с Сарки́сович Ишха́нов (22 октября 1938, Баку — 9 августа 2020) — российский физик, доктор физико-математических наук (1976).

## Биография
Родился 22 октября 1938 года в г. Баку. Окончил физический факультет МГУ им. М. В. Ломоносова в 1961 году по специальности «физика». Затем поступил в аспирантуру и под руководством доцента Валериана Григорьевича Шевченко стал заниматься экспериментальным изучением ядерных реакций под действием фотонов (фотоядерных реакций).
Кандидат физико-математических наук (1964), доктор физико-математических наук (1976). Лауреат Ломоносовской премии МГУ (1994, 2003). Член учёных советов физического факультета МГУ, МГУ (1990-е годы) и НИИЯФ МГУ.
Заведующий кафедрой общей ядерной физики физического факультета МГУ (с 1986). Член трёх диссертационных советов при МГУ, действительный член Международной академии наук высшей школы, член редколлегии журналов «Ядерная физика», «Вопросы атомной науки и техники».

## Научная деятельность
Б. С. Ишханов внёс существенный вклад в изучение фундаментального коллективного возбуждения атомных ядер — гигантского дипольного резонанса, обнаружил структуру гигантского резонанса у средних и тяжелых ядер и изучил механизм его распада.
Создал высокоэффективные экспериментальные методики и в ядерных реакциях под действием гамма-квантов выполнил измерения характеристик гигантского резонанса. Обнаружил структуру гигантского резонанса у средних и тяжелых ядер, изучил механизм его распада, установил важную роль ядерных оболочек и квантового числа изоспина в возбуждении и распаде гигантского резонанса, вскрыл механизм формировании ширины гигантского резонанса большой группы ядер.
Вместе с соавторами И. М. Капитоновым, В. Г. Неудачином, В. Г. Шевченко и Н. П. Юдиным открыл закономерность конфигурационного расщепления гигантского дипольного резонанса у лёгких атомных ядер (открытие № 342, 1987).

## Награды и звания
- Награждён орденом Трудового Красного Знамени
- Лауреат двух Ломоносовских премий (за 1994 и 2003 годы)
- Лауреат премии Совета министров СССР
- Премия правительства России[3]